# HMCS North Bay (K339)
HMCS North Bay (K339) je bila korveta izboljšanega razreda Flower, ki je med drugo svetovno vojno plula pod zastavo Kraljeve kanadske vojne mornarice.

## Zgodovina
Ladja je bila v lasti Kraljeve kanadske vojne mornarice, vse do leta 1946, ko so jo prodali in preuredili v trgovsko ladjo.